# Houston
Houston [[ˈ(h)juːstən] ⓘ] ist die größte Stadt in Texas und die viertgrößte der USA, hinter New York City, Los Angeles und Chicago. Das U.S. Census Bureau hat bei der Volkszählung 2020 eine Einwohnerzahl von 2.304.580 ermittelt.

## Geografie
Houston stellt eine principal city der Metropolregion Greater Houston dar. Sie liegt an der Südküste der Vereinigten Staaten und im Osten des Bundesstaates Texas direkt am Golf von Mexiko in der Golfküstenebene. Die Stadt erstreckt sich über eine Fläche von 1700 km², davon sind 1642 km² Land- und knapp 58 km² Wasserfläche. Die Stadt selbst liegt im Harris County, sie umfasst allerdings auch kleinere Flächen in zwei benachbarten Countys, Fort Bend County und Montgomery County. Sie ist durch den Houston Ship Channel, einen seeschifftauglichen Kanal, mit der Golfküste verbunden und besitzt mit dem Hafen von Houston einen der größten Seehäfen der Vereinigten Staaten. Der Buffalo Bayou, ein knapp 100 km langer Tieflandfluss mit sehr geringem Gefälle, durchfließt das Stadtgebiet von West nach Ost und prägt das Stadtbild nachhaltig. Der Bayou selbst geht im östlichen Stadtgebiet in den bereits erwähnten Kanal über und mündet dann im Golf.

## Klima
Das Klima der Stadt wird stark vom Golf und der Lage in der subtropischen Klimazone beeinflusst. Es ist als ganzjährig warm anzusehen und die Temperaturen fallen selten unter 4 °C. Der Niederschlag, der sich vor allem in den Sommermonaten durch heftige, aber kurze Regenschauer bemerkbar macht, kann in den Wintermonaten auch durchaus in Schnee übergehen. Wie die gesamte Südküste der Vereinigten Staaten liegt Houston ebenfalls in der Zone, in welcher Hurrikans nicht selten sind. In den meisten Fällen war die Stadt nicht direkt betroffen. Üblicherweise befindet sie sich in den Randbereichen der tropischen Wirbelstürme. Jedoch setzten beim jüngsten Hurrikan, „Harvey“ Ende August 2017, massive Regenfälle große Teile des Stadtgebietes unter Wasser.
|                       | Jan  | Feb  | Mär  | Apr  | Mai   | Jun   | Jul  | Aug  | Sep   | Okt   | Nov   | Dez  |   |         |
| Mittl. Tagesmax. (°C) | 17,2 | 19,1 | 22,8 | 26,4 | 30,2  | 33,0  | 34,3 | 34,7 | 32,1  | 27,8  | 22,5  | 17,9 | ⌀ | 26,5    |
| Mittl. Tagesmin. (°C) | 6,2  | 8,1  | 11,4 | 15,2 | 19,8  | 22,9  | 23,9 | 23,8 | 21,0  | 16,1  | 11,2  | 7,0  | ⌀ | 15,6    |
|                       |      |      |      |      |       |       |      |      |       |       |       |      |   |         |
| Niederschlag (mm)     | 85,9 | 81,3 | 86,6 | 84,1 | 129,3 | 150,6 | 96,3 | 95,5 | 104,6 | 144,8 | 110,2 | 95,0 | Σ | 1.264,2 |
|                       |      |      |      |      |       |       |      |      |       |       |       |      |   |         |
| Regentage (d)         | 9,6  | 9,2  | 8,8  | 6,8  | 8,0   | 10,6  | 9,1  | 8,3  | 8,0   | 7,9   | 8,2   | 9,5  | Σ | 104     |

| 6,2 |

| 8,1 |

| 11,4 |

| 15,2 |

| 19,8 |

| 22,9 |

| 23,9 |

| 23,8 |

| 21,0 |

| 16,1 |

| 11,2 |

| 7,0 |

| 6,2 |

| 8,1 |

| 11,4 |

| 15,2 |

| 19,8 |

| 22,9 |

| 23,9 |

| 23,8 |

| 21,0 |

| 16,1 |

| 11,2 |

| 7,0 |

## Geschichte

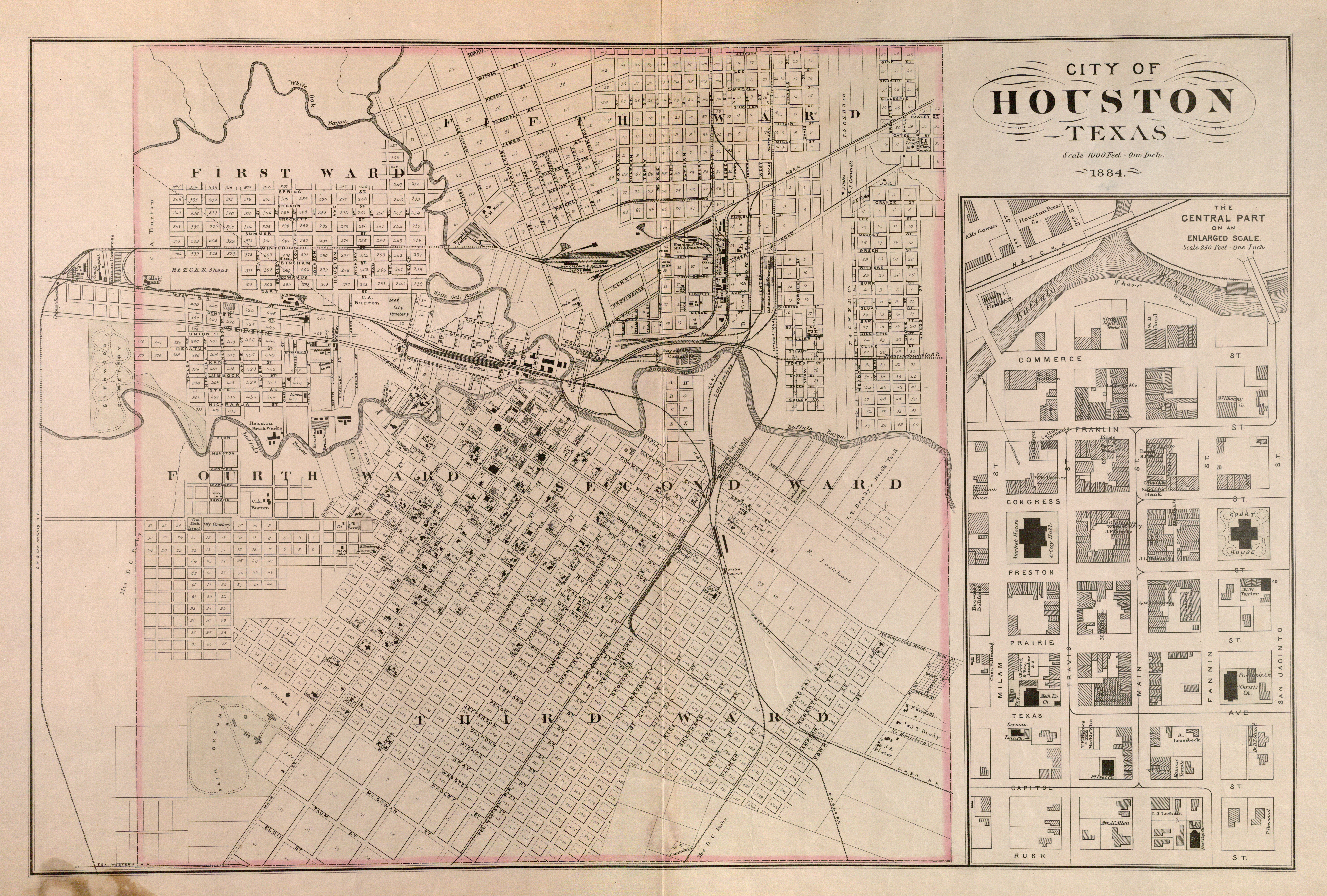
Karte von Houston, 1884

Im August 1836 kauften John Kirby Allen und Augustus Chapman Allen, zwei Immobilienunternehmer aus New York, 27 km2 Land am Buffalo Bayou mit der Absicht, eine Stadt zu gründen. Die Brüder entschieden sich dazu, die Stadt nach Sam Houston, dem berühmten texanischen General aus der Schlacht von San Jacinto, zu benennen. Am 5. Juni 1837 wurde sie ins Register eingetragen und James S. Holman zum ersten Bürgermeister der Stadt gewählt. Noch im selben Jahr wurde Houston Sitz des Harrisburg County (jetziges Harris County) und die vorübergehende Hauptstadt der Republik Texas. Im Jahr 1841 wurde das Houston Police Department als Hauptstrafverfolgungsbehörde der Stadt gegründet.
1901 wurde in Spindletop nahe Beaumont Öl gefunden. Zusammen mit anderen Ölfeldern trieb es die Entwicklung der amerikanischen Ölindustrie an. 1902 gab Präsident Theodore Roosevelt eine Million Dollar für den Bau des Houston Ship Channel frei. Er beginnt am Rand des die Stadt durchziehenden Wasserlaufs Buffalo Bayou. Präsident Woodrow Wilson eröffnete 1914 den etwa 60 km von der Küste entfernten neuen Hafen Houstons.
Während des Ersten Weltkriegs wurde ein Bataillon des aus Schwarzen gebildeten 24th Infantry Regiment nach Houston verlegt. Es kam zu Zusammenstößen zwischen weißen Polizisten, die die Schwarzen hassten, und einzelnen Soldaten. Als sich am 23. August 1917 das Gerücht verbreitete, ein weißer Mob wolle vor die Kaserne ziehen, bewaffnete sich ein Großteil der Soldaten. Sie zogen abends in die Stadt und töteten einen Offizier der Nationalgarde, vier Polizisten und neun Zivilisten; auch zwei Soldaten kamen bei der Schießerei zu Tode. Am folgenden Tag wurde Houston unter Kriegsrecht gestellt. 13 Soldaten wurden zum Tode verurteilt und gehängt.
Bis 1930 wuchs Houston zur bevölkerungsreichsten Stadt von Texas.
Ende Mai 2015 kam es zu den schwersten Niederschlägen in Texas seit Beginn der Wetteraufzeichnungen und auch Houston war durch seine niedrige Lage stark betroffen; ein nicht unerheblicher Teil der Stadt wurde überschwemmt. Am 26. August 2017 und in den Folgetagen traf der Hurrikan „Harvey“ (eingeordnet in Stufe 4 – der zweithöchsten Stufe) bei Houston auf das Festland mit Regenmengen von mehr als 60–80 Liter pro m² innerhalb von wenigen Stunden. Als Folge davon wurden große Teile des Stadtgebietes überschwemmt, viele Hauptstraßen unpassierbar und Teile der Infrastruktur brachen zusammen. Der Bürgermeister der Stadt sah jedoch von einer Evakuierung ab, da „niemand mit derart heftigen Regenfällen gerechnet hatte“ und „man einen Albtraum geschaffen hätte, würde man 6,5 Millionen Menschen auf die Straße schicken“.

## Demografie
Die Bevölkerung bestand laut dem Zensus von 2010 zu 25,6 Prozent aus Weißen und zu 23,7 Prozent aus Afroamerikanern; 6,3 Prozent waren asiatischer Herkunft; 0,7 % waren Indianer. 43,7 Prozent der Bevölkerung waren Hispanics. Der Median des Einkommens je Haushalt lag 2015 bei 46.187 US-Dollar. 22,5 Prozent der Bevölkerung lebten unterhalb der Armutsgrenze. Im Jahre 2019 gab es 876.504 Haushalte.
Die Einwohnerzahl lag im Jahr 2018 bei über 2,3 Millionen. Damit ist sie seit 1990 um über 40 Prozent gestiegen. Die Metropolregion Greater Houston hatte 7 Millionen Einwohner.
| Jahr | Einwohner¹ |
| ---- | ---------- |
| 1920 | 0.138.276  |
| 1930 | 0.292.352  |
| 1940 | 0.384.514  |
| 1950 | 0.596.163  |
| 1960 | 0.938.219  |
| 1970 | 1.232.802  |
| 1980 | 1.595.138  |
| 1990 | 1.637.859  |
| 2000 | 1.953.631  |
| 2010 | 2.099.451  |
| 2020 | 2.304.580  |

¹ 1920–2020: Volkszählungsergebnisse

## Wirtschaft und Infrastruktur
Die Metropolregion von Houston erbrachte 2016 eine Wirtschaftsleistung von 478,7 Milliarden US-Dollar. Das Bruttoinlandsprodukt pro Kopf liegt bei 65.332 US-Dollar. Bei einer Studie aus dem Jahr 2014 belegte Houston Platz 13 unter den wirtschaftsstärksten Metropolregionen weltweit und Platz 4 innerhalb der Vereinigten Staaten. Die Arbeitslosenrate in Houston beträgt 4,2 % (Stand: Mai 2018)

### Industrie
Houston ist einer der wichtigsten Häfen im Süden der USA und vor allem für den Umschlag von Öl- und Ölprodukten bekannt. Hier liegen einige der größten Raffinerien des Bundesstaates Texas in oder nahe der Stadt.
Mehrere überregional oder gar weltweit bekannte Unternehmen haben ihren Hauptsitz in Houston.
| Dazu zählen - Brock Group - CenterPoint Energy - Chevron Phillips Chemical - Crown Castle - Dresser-Rand - Dynegy - KBR - Kirby Corporation - NRG Energy - Oceaneering International Services - Service Corporation International - Sysco - Waste Management - Westlake Chemical | Speziell im Öl- und Gasgeschäft tätig sind - Apache Corporation - Baker Hughes - Cabot Oil & Gas - Citgo - ConocoPhillips - Enterprise Products - EOG Resources - Halliburton - Hilcorp - Kinder Morgan - Marathon Oil - McDermott International - Motiva Enterprises | - National Oilwell Varco - Noble Energy - Phillips 66 - Plains All American Pipeline - Rowan Companies - Targa Resources |

### Gesundheitswesen
Mit dem Texas Medical Center befindet sich einer der weltweit größten medizinischen Komplexe in der Stadt, in dem jährlich 10 Millionen Patienten behandelt werden. Mehr als 120.000 Menschen sind hier in über 50 verschiedenen Einrichtungen beschäftigt.

### Verkehr

#### Straßenverkehr
Houston liegt verkehrsgünstig an der Kreuzung der Interstate 10 und der Interstate 45 und besitzt einen die Innenstadt umschließenden Ring der beiden Highways, den sogenannten Texas State Highway Beltway 8. Der Ring hat mit dem Sam Houston Tollway zusammen eine Gesamtlänge von etwa 142 Kilometern. Ein dritter Ring, der als „Grand Parkway“ bezeichnete State Highway 99 befindet sich derzeit im Bau.

#### Schienenverkehr
Houston besitzt seit 2004 eine von Nord nach Süd verlaufende Stadtbahn (Light Rail System), die zwölf Kilometer lange Innenstadtstrecke der MetroRail Houston Red Line. Diese erstreckt sich von der University of Houston–Downtown, am Texas Medical Center vorbei bis zum NRG Park. 2016 kamen die Green Line und die Purple Line hinzu. Des Weiteren besitzt die Stadt einen Anschluss an das Schienennetz der Vereinigten Staaten, sie wird durch die Amtrak dreimal pro Woche bedient. So verkehrt der Sunset Limited von New Orleans nach Los Angeles auch über Houston.

#### Luftverkehr
Die Stadt Houston ist an das kontinentale und interkontinentale Flugverkehrsnetz der Vereinigten Staaten angeschlossen und verfügt derzeit über drei Flughäfen:
- Großflughafen George Bush Intercontinental Airport
- Regionalflughafen William P. Hobby Airport und
- das vorwiegend militärisch genutzte Ellington Field.

#### Seeverkehr
Houston ist über den Houston Ship Channel mit dem Golf von Mexiko verbunden und damit an die wichtigsten Seewege der Welt angebunden. Die Hafenanlagen dienen dem Umschlag von Gütern aller Art, wenngleich das Hauptaugenmerk auf dem Umschlag von Erdöl und den daraus raffinierten Produkten liegt. Im nationalen Vergleich ist der Hafen von Houston der umschlagstärkste des Landes.

#### Raumfahrt
Houston beherbergt das Lyndon B. Johnson Space Center (JSC) und das Mission Control Center (MCC) (Funkrufname: „Houston“) und koordiniert als Einrichtung der NASA seit 1961 das bemannte Raumfahrtprogramm der USA.

## Politik

### Städtepartnerschaften
Houston hat 19 Partnerstädte (in Klammern das Jahr, in dem die Zusammenarbeit begann):
- Taipeh, Republik China (1963)
- Huelva, Spanien (1969)
- Chiba, Japan (1973)
- Nizza, Frankreich (1973)
- Baku, Aserbaidschan (1976)
- Grampian Region, Aberdeen, Vereinigtes Königreich (1979)
- Stavanger, Norwegen (1980)
- Perth, Australien (1983)
- Istanbul, Türkei (1986)
- Shenzhen, Volksrepublik China (1986)
- Guayaquil, Ecuador (1987)
- Leipzig, Deutschland (1993)
- Tjumen, Russland (1995) suspendiert[16]
- Abu Dhabi, Vereinigte Arabische Emirate (2001)
- Luanda, Angola (2003)
- Tampico, Mexiko (2003)
- Karatschi, Pakistan (2009)
- Basra, Irak (2015)
- Ulsan, Südkorea (2021)

## Kultur, Bildung, Sehenswürdigkeiten

### Bildung
Die Stadt ist Sitz vieler Hochschulen, wie der privaten Rice University, der staatlichen Großuniversität University of Houston oder der ursprünglich nur für Schwarze gegründeten Texas Southern University.

### Museum
- Contemporary Arts Museum Houston – Kunstmuseum ohne eigene Sammlung
- Holocaust Museum Houston – viertgrößtes Museum dieser Art in den Vereinigten Staaten
- Museum of Fine Arts – größtes texanisches Kunstmuseum
- National Museum of Funeral History – Museum zur Erhaltung des bestattungskulturellen Erbes des Landes

### Theater
In der sorgfältig restaurierten Downtown Houston gibt es in unmittelbarer Nähe zahlreiche bedeutende Kulturinstitutionen: das Schauspielhaus Alley Theatre, das Wortham Center (Heimstätte der Houston Grand Opera), Jones Hall (Konzerthalle des Houston Symphony Orchestra) und das Hobby Center for the Performing Arts (Kulturzentrum für Gastspiele unter anderem von Shows, Musicals und für Konzerte).

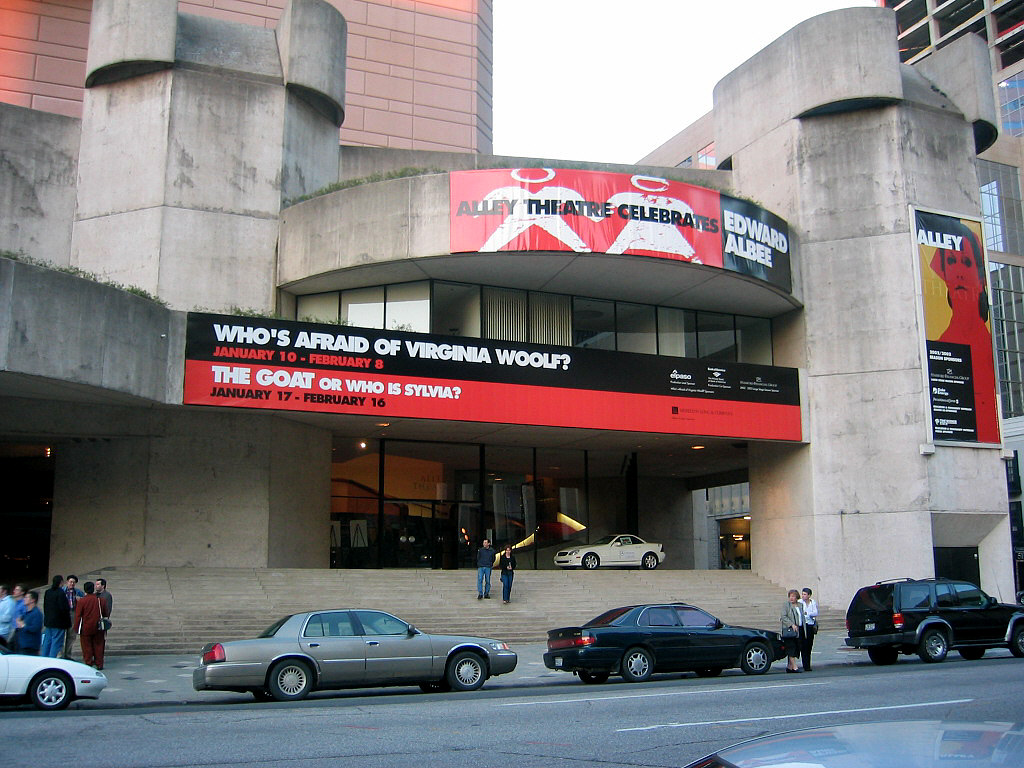
Alley Theatre
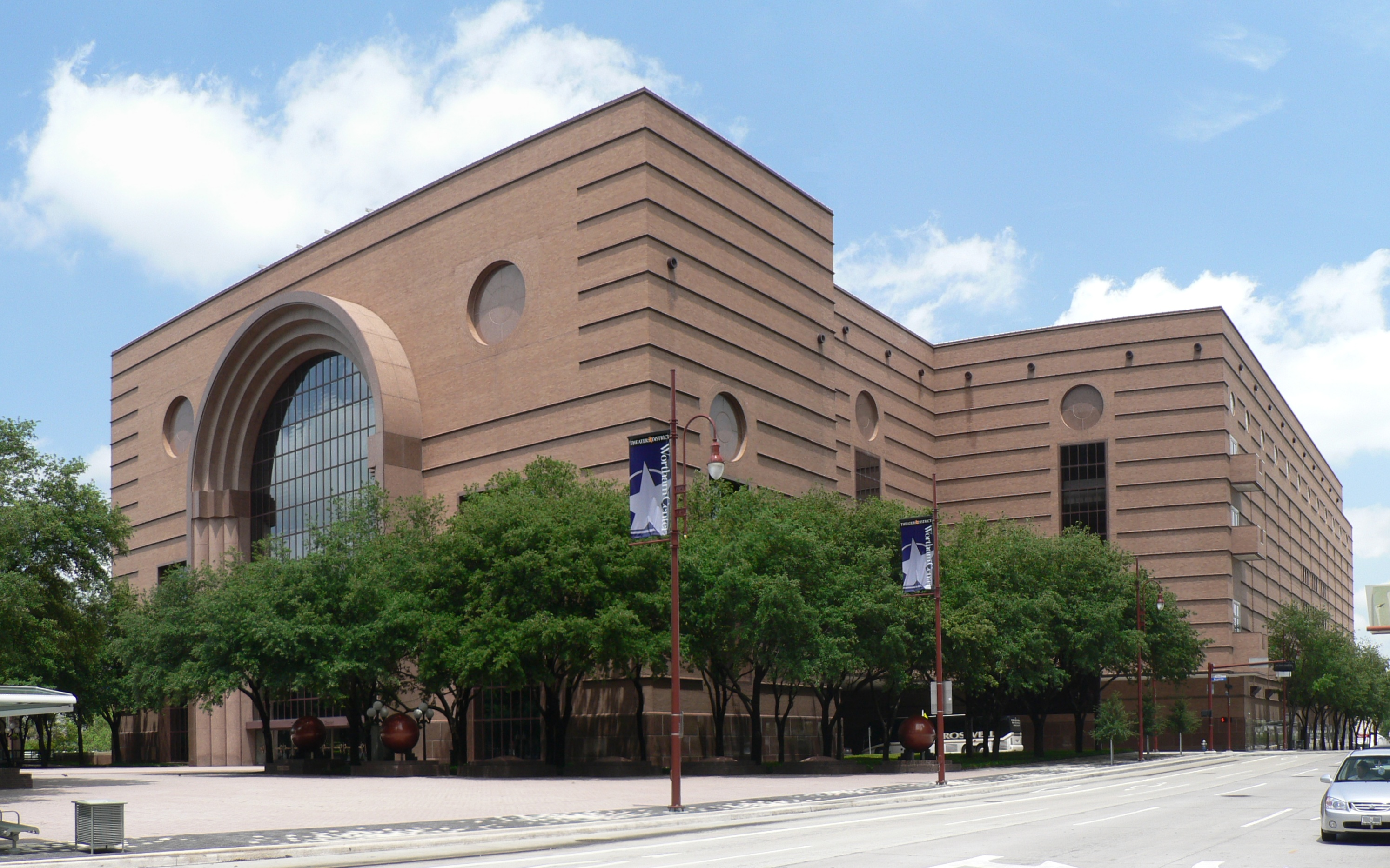
Wortham Center
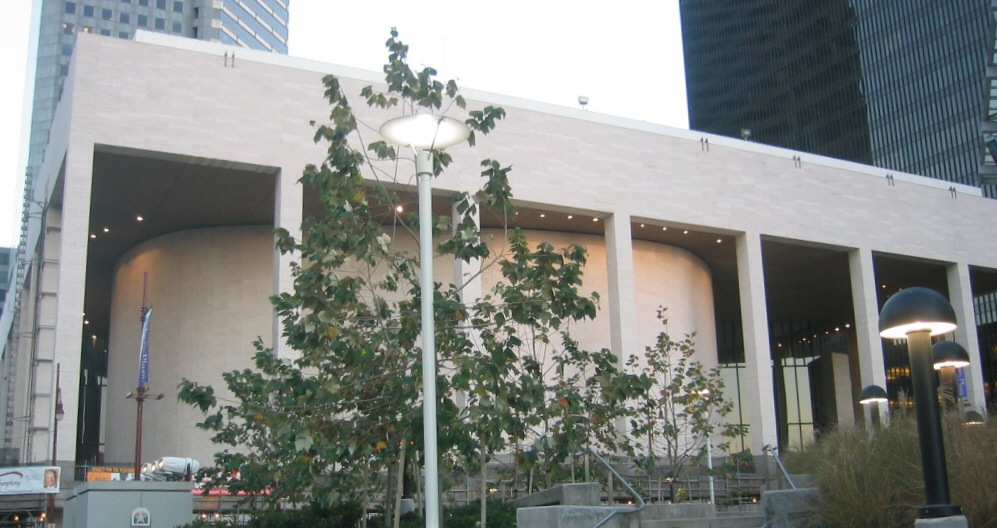
Jones Hall

### Sehenswürdigkeiten

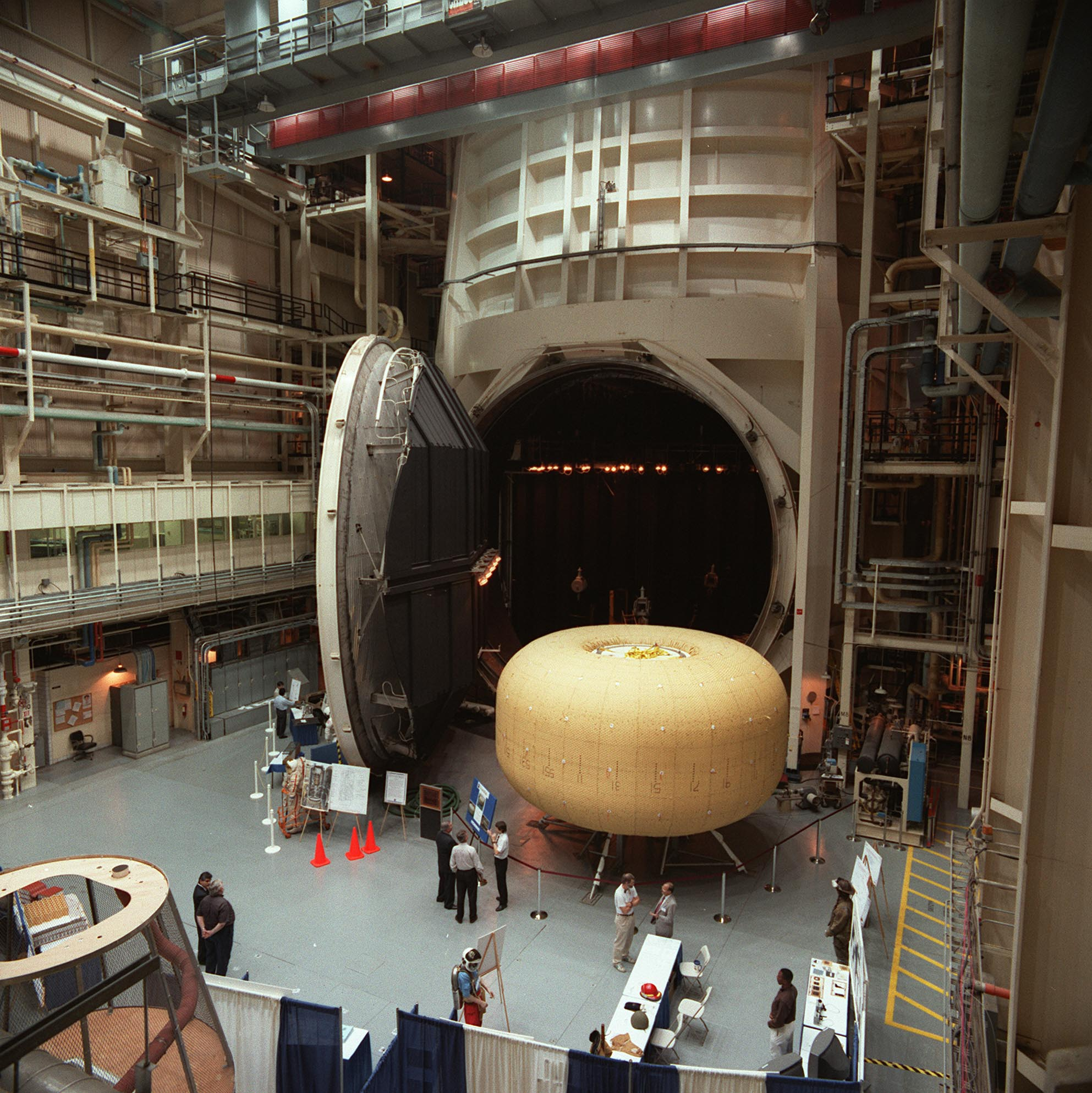
Das Space Environment Simulation Laboratory im Lyndon B. Johnson Space Center (1998) hat seit Oktober 1985 den Status eines National Historic Landmarks

288 Bauwerke und Stätten in Houston sind im National Register of Historic Places (NRHP) eingetragen (Stand 18. September 2020), wobei das Apollo Mission Control Center und das Space Environment Simulation Laboratory im Lyndon B. Johnson Space Center den Status von National Historic Landmarks haben.

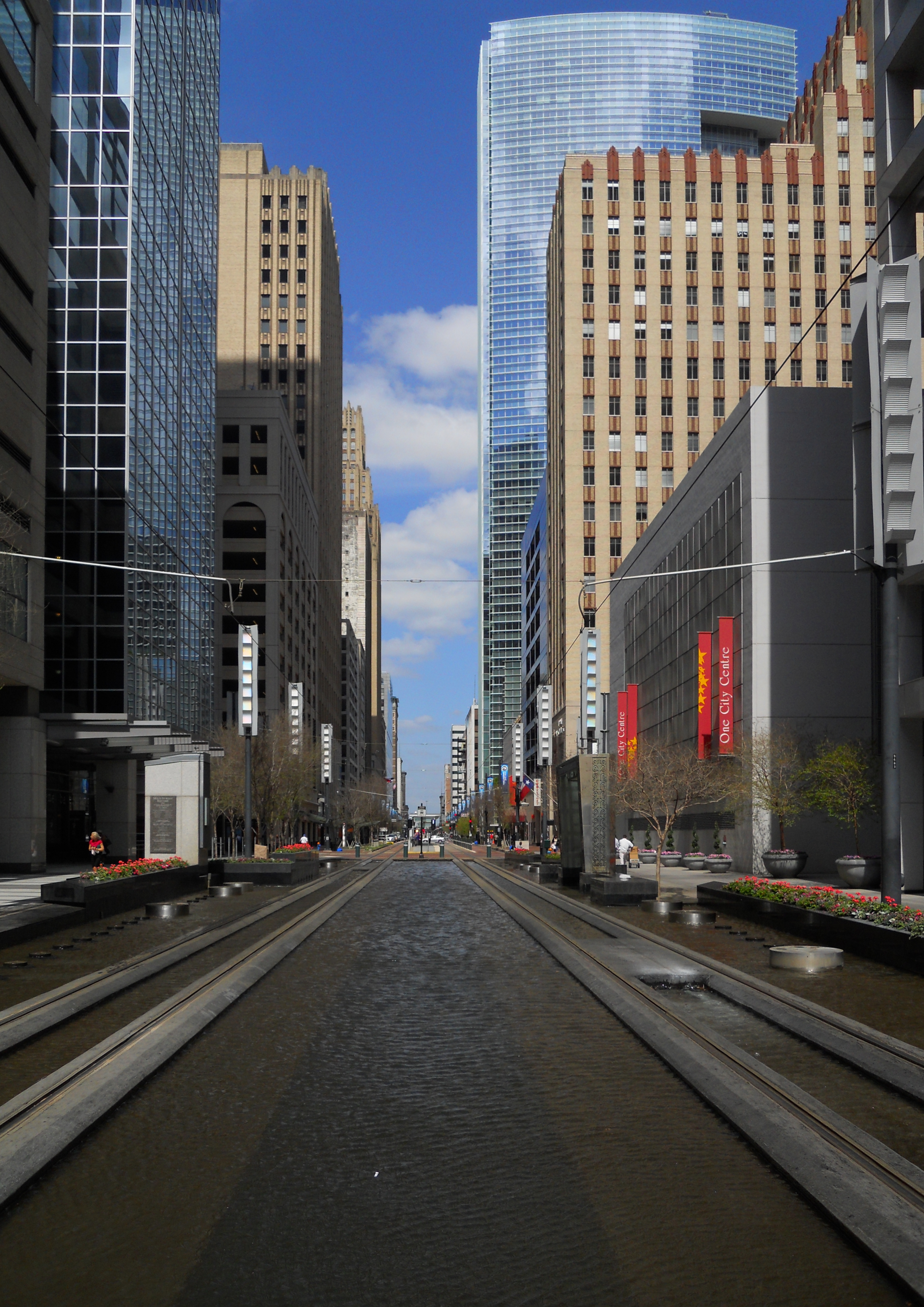
Main Street in Downtown Houston, Richtung Nordnordost, von der Lamar Street aus aufgenommen, März 2011

## Sport
| Klub               | Sport             | Liga                                                    | Stadion              |
| ------------------ | ----------------- | ------------------------------------------------------- | -------------------- |
| Houston Astros     | Baseball          | Major League Baseball (American League)                 | Minute Maid Park     |
| Houston Texans     | American Football | National Football League (American Football Conference) | NRG Stadium          |
| Houston Rockets    | Basketball        | National Basketball Association                         | Toyota Center        |
| Houston Dynamo     | Fußball           | Major League Soccer (Western Conference)                | BBVA Compass Stadium |
| Houston Roughnecks | American Football | XFL (Western Conference)                                | TDECU Stadium        |

## Persönlichkeiten

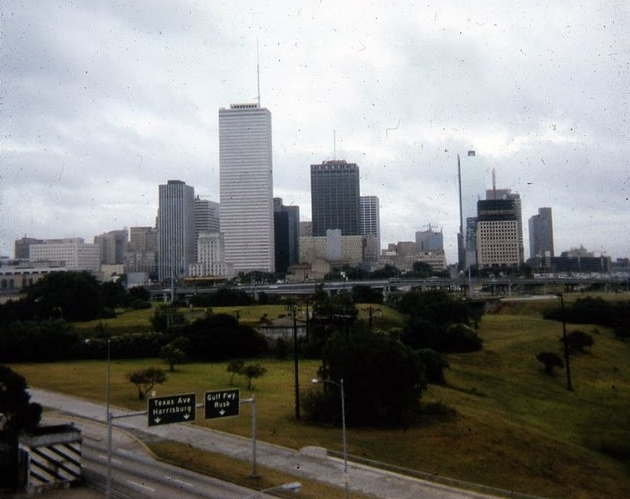
Skyline Houstons, 1971

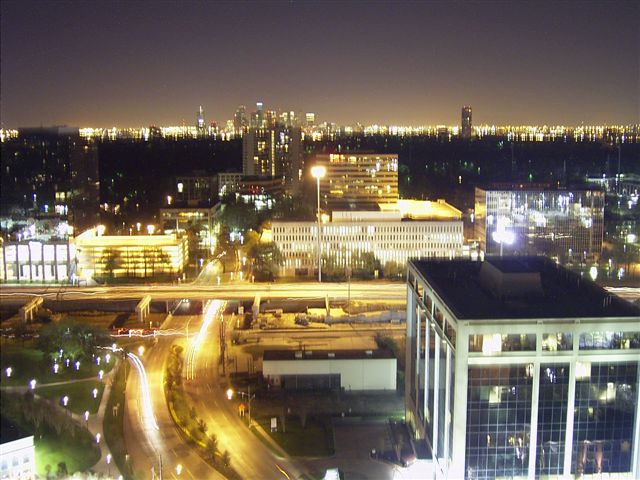
Uptown Houston bei Nacht – Post Oak Boulevard

### Ehrenbürger
- Hans Sennholz (* 3. Februar 1922 in Bergkamen; † 23. Juni 2007 in Grove City, Pennsylvania), deutscher Ökonom und US-Hochschullehrer
- Jan January Janczak (* 1. Oktober 1938 in Środa), polnisch-schweizerischer Maler, Filmemacher, Illustrator, Plastiker, Glasmaler.